# Felix Latzke
Felix Latzke (ur. 1 lutego 1942 w Wiedniu) – austriacki piłkarz występujący na pozycji napastnika, trener piłkarski.

## Kariera piłkarska
Jako junior Latzke grał w ESV Admira Wiedeń. Następnie występował w SV Straßenbahn, a w 1961 roku został graczem Admiry NÖ-Energie Wiedeń. Zdobył z nią mistrzostwo Austrii (1965/66), a także dwukrotnie Puchar Austrii (1963/64, 1965/66). W 1972 roku zakończył karierę.

## Kariera trenerska
Po zakończeniu kariery piłkarza, Latzke został asystentem trenera w drużynie Admira/Wacker Wiedeń. Następnie, już samodzielnie trenował LASK Linz, VOEST Linz oraz Admirę/Wacker.
W 1982 roku wraz z Georgiem Schmidtem prowadził reprezentację Austrii. W roli selekcjonera zadebiutował 24 marca 1982 w wygranym 3:2 towarzyskim meczu z Węgrami. Kadrę Austrii poprowadził także na Mistrzostwach Świata 1982. Rozegrała ona na nich 5 spotkań: z Chile (1:0), Algierią (2:0), RFN (0:1), Francją (0:1) i Irlandią Północną (2:2), po czym odpadła z turnieju w drugiej rundzie. Zespół Austrii Latzke poprowadził łącznie w ośmiu meczach.
Potem był szkoleniowcem zespołów takich jak SC Eisenstadt, SSW Innsbruck, SV Waldhof Mannheim, VfB Mödling, First Vienna FC 1894, SK Vorwärts Steyr, Stahl Linz, Wiener SC, SC Ostbahn XI oraz SC Münchendorf.

## Sukcesy
Admira NÖ-Energie Wiedeń
- mistrzostwo Austrii: 1965/66
- Puchar Austrii: 1963/64, 1965/66